# Умов, Владимир Алексеевич
Владимир Алексеевич Умов (1847—1880) — русский юрист-цивилист, педагог и публицист, ординарный профессор Московского университета.

## Биография
Родился в 1847 году в Симбирске (ныне Ульяновск), в семье военного врача, которая в 1857 году переехала в Москву. Здесь Владимир Умов вместе с братом Николаем учились в 1-й Московской гимназии, которую окончили в 1863 году: Николай — с золотой медалью, Владимир — с серебряной.
В 1869 году Владимир Умов окончил юридический факультет Императорского Московского университета; в 1872 году защитил в нём магистерскую диссертацию по гражданскому праву «Договор найма имуществ по римскому праву и новейшим иностранным законодательствам» (М.: Унив. тип. (Катков и К°), 1872. — 359 с.). С 1873 года В. А. Умов, после прочтения вступительной лекции «Понятие и методы исследования гражданского права» (М., 1873) стал приват-доцентом юридического факультета Московского университета. В 1873—1874 годах находился в заграничной командировке, где слушал лекции западноевропейских юристов — Б. Виндшейда, Р. фон Йеринга, И. Блюнчли.
В 1875 году В. А. Умов участвовал в работе I съезда русских юристов, проходившего в Москве. В 1876 году он защитил докторскую диссертацию «Дарение, его понятие, характеристические черты и место в системе права: Сравнительное исследование по римскому праву и новейшим законодательствам» (М.: тип. В. В. Исленьева, 1876. — 212 с.). К этому тому времени он стал одним из ведущих юристов России и был избран ординарным профессором гражданского права.
Сотрудничал с журналом «Юридический вестник», где в 1878 году появился его последний труд «О влиянии отчуждения нанятого имущества на существование найма».
Оставил службу по состоянию здоровья в июле 1879 года. Умер 17 (29) июня 1880 года в Москве (по другим данным — в Симферополе).